# استون میوزیک انترتینمنت
استون میوزیک انترتینمنت (انگلیسی: Stone Music Entertainment؛ کره‌ای: 스톤 뮤직 엔터테인먼트) یک شرکت سهامی خاص سرگرمی در کره جنوبی تحت نظر بخش ئی‌اندام از سی‌جی ئی‌ان‌ام بود. این شرکت یکی از بزرگترین شرکت‌های ناشر در کره جنوبی بود. این شرکت به عنوان یک برند توزیع موسیقی به فعالیت خود ادامه می‌دهد.